# Bloody Benders
Die Bender-Family, auch als The Kansas Bloody Benders oder nur Bloody Benders bekannt, war eine vierköpfige Gruppe, die von 1871 bis 1873 in den Wäldern am Osage Trail nahe den Ortschaften Cherryvale und Independence im Labette County im Südosten von Kansas ihnen wohlhabend erscheinende Reisende tötete und ausplünderte.

## Geschichte
Die Bande bestand – jedenfalls nach eigener Angabe sowie auf dem Steckbrief vom 17. Mai 1873 – aus dem 60-jährigen deutschstämmigen John Bender, seiner Frau sowie ihrem 27-jährigen Sohn John junior und ihrer 24-jährigen Tochter Kate. Es bestehen jedoch Zweifel daran, ob die vier Personen tatsächlich alle in den behaupteten Verwandtschaftsverhältnissen zueinander standen.

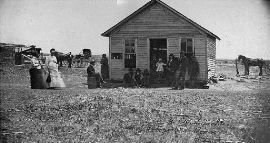
Das Bender Inn im Jahr 1873

Die Benders betrieben in einem aus einem Raum bestehenden Blockhaus ein Gasthaus und einen Krämerladen. Wenn beim Verkauf von Lebensmitteln ein potenzielles Opfer erschien, flirtete Kate mit diesem und überredete es, zum Essen zu bleiben. Dabei wurde der Gast mit dem Rücken zu einem den Raum teilenden Vorhang platziert und während des Essens von John oder John junior mit einem Schmiedehammer erschlagen.
Zuletzt verschwand Anfang März 1873 der in der Gegend bekannte Arzt William H. York, nachdem er seinen Bruder besucht hatte, der als Offizier in Fort Scott stationiert war. Auf der Suche nach seinem Bruder traf dieser Colonel York zwei andere Reisende, die in der Hütte der Benders misstrauisch geworden waren und diese mit gezogenen Revolvern verlassen hatten. Am 5. Mai 1873 brach er zusammen mit einer Gruppe Freiwilliger zur Hütte der Benders auf. In der Hütte wurde eine Falltür mit Blutspuren entdeckt und im Obstgarten elf Gräber, welche die Überreste von neun Männern, einer jungen Frau und eines kleinen Mädchens enthielten. Die Familie sei beim Eintreffen des Trupps bereits geflohen gewesen, erzählten dessen Angehörige zunächst. Erst 1908 erzählte einer der Männer, dass man die Benders sehr wohl noch angetroffen und gelyncht habe. Man habe sie derart „grauenhaft“ bestraft, dass sich anschließend alle Beteiligten geschworen hätten, niemals darüber zu reden. 1911 bestätigte ein anderer Beteiligter unabhängig davon diese Aussage. Gefunden wurden diese Leichen jedoch nie.

## Opfer
- 1869: Joe Sowers wurde mit einem zertrümmerten Schädel und durchgeschnittener Kehle gefunden, aber es ist nicht sicher, ob es sich um ein Opfer der Benders handelt.
- Mai 1871: Herr Jones. Sein Körper wurde in Drum Creek mit einem zertrümmerten Schädel und durchgeschnittener Kehle gefunden.
- Winter 1871/1872: Zwei unbekannte Männer wurden im Februar 1872 in der Prärie gefunden, mit zertrümmerten Schädeln und durchgeschnittenen Kehlen.
- 1872: Ben Brown. Aus Howard County, Kansas. Ihm wurden 2600 $ (inflationsbereinigt heute $68.895) entwendet. Er war im Obstgarten vergraben worden.
- 1872: W. F. McCrotty. Co D 123. Infanterie-Ill. 38 $ (2009: 672 $) und ein Wagen mit Pferden vermisst.
- Dezember 1872: Henry McKenzie. Nach seinem Umzug von Hamilton County, Indiana waren 36 $ (2009: $ 637) sowie seine Pferde verschwunden.
- Dezember 1872: Johnny Boyle. Aus Howard County, Kansas. $ 10 (2009: $ 177), eine Zuchtstute mit Sattel und 850 $ (2009: 14.875 $) fehlten. Gefunden wurde er auch bei den Benders.
- Dezember 1872: George Newton Longcor und seine 18 Monate alte Tochter, Mary Ann. Die damaligen Zeitungen berichteten, sein Name sei entweder „George W. Longcor“ oder „George Loncher“. Laut der Volkszählung (Census von 1870) waren George und seine Frau Mary Jane Nachbarn von Charles Ingalls in Independence, Kansas, während die Eltern seiner Frau nur zwei Häuser entfernt lebten. Nach dem Tod seines kleinen Sohnes Robert im Mai 1871 und seiner 21-jährigen Frau Mary Jane (geb. Gilmore) einige Monate nach der Geburt von Mary Ann wurde George wahrscheinlich bei der Rückkehr in die Heimat seiner Eltern, Anthony und Mary (Hughes) Longcor, in Lee County, Iowa, ermordet. In Vorbereitung auf seine Rückkehr nach Iowa hatte George einige Pferde von seinem Nachbarn, Dr. William Henry York, gekauft, dieser wurde später auf seiner Suche nach George ebenfalls ermordet. Beide waren Veteranen des Bürgerkrieges. 1900 $ (2009: 33.600 $) fehlten. Bei der Tochter vermutete man, dass sie lebendig begraben worden war, was aber nicht bewiesen werden konnte. Ihr Körper wies keinerlei Verletzungen auf, zudem war sie vollständig bekleidet, einschließlich Handschuhen und Kopfbedeckung. Beide waren zusammen im Apfelgarten vergraben worden.
- Mai 1873: Dr. William York. 2000 $ (2009: 35.000 $) fehlten. Er wurde im Apfelgarten vergraben.[7]
- John Greary. Im Apfelgarten vergraben
- Unidentifizierte männliche Person, war im Apfelgarten vergraben
- Unidentifizierte weibliche Person, war im Apfelgarten vergraben
- Verschiedene Körperteile, die nicht von einem einzigen Opfer stammen konnten, sondern vermutlich zu mindestens drei weiteren Opfern gehörten.
- 1873: Bei der Suche wurden die Leichen von vier weiteren nicht identifizierten Männern in Drum Creek und der Umgebung gefunden. Allen vieren waren die Schädel zertrümmert und die Kehle durchgeschnitten worden. Bei einem Mann könnte es sich um Jack Bogart handeln, dessen Pferd von einem Freund der Benders gekauft wurde, nachdem er im Jahr 1872 vermisst wurde.

## Rezeption
- The Hell Benders, ein Western-Roman von Ken Hodgson, 1999, hat die Bender-Familie zum Thema.
- Cottonwood einem Roman von Scott Phillips, 2004, hat die Bender-Familie zum Thema.
- In Massacre Trail, einem Roman von Michael Newton, 2009,  kommen die Benders vor.

### Filme
- Eisenbahndetektiv Matt Clark, Staffel 2 Folge 4 (1955), mit Veda Ann Borg als ‚Kate Bender‘ und Kay E. Kuter als ‚John Bender‘[8]
- The Benders (2008), erste Staffel der US-Mystery-Serie Supernatural
- The Bloody Benders (2014), 2. Folge von Evil Kin[9]
- "Bender" (2016)[10]